# Vlag van Neufchâteau
De vlag van Neufchâteau is op 12 juni 2002 bij raadsbesluit vastgesteld als de vlag van de gemeente Neufchâteau in de Belgische provincie Luxemburg. De vlag kan als volgt worden beschreven:
Blauw met een gevleugelde Sint Michaël houdend in zijn rechterhand een vlammend zwaard en in zijn linkerhand een gouden schild staande op een duivel, alles van geel.
De vlag werd pas op 17 juli 2003 bevestigd door de Franse Gemeenschapsregering. De vlag is volledig gebaseerd op het gemeentewapen en ziet er dus helemaal hetzelfde uit.